# Aerofagia
Aerofagia (del griego aeros = aire, phagos = comer, deglutir) es un problema de salud que ocurre cuando una persona traga mucho aire que llega al estómago. Causa distensión abdominal y frecuentes eructos y puede causar dolor.

## Causas
La aerofagia está asociada con la masticación de goma de mascar, fumar, beber gaseosas, comer rápido, con la presión de aire de un dispositivo de presión aérea positiva continua (si es muy grande) y la utilización de prótesis dentales sin ajustar. En personas con bloqueos en las vértebras cervicales la inhalación puede causar que el aire entre al esófago y al estómago.
Es diagnosticada en 8.8 % los pacientes con retraso cognitivo donde la coordinación entre tragar y  respirar no está bien definida. En un caso, la aerofagia fue tratada exitosamente con torazina, un antipsicótico usado en ocasiones para tratar el hipo.
Es un efecto secundario peligroso ventilación no invasiva (VNI), usada comúnmente en tratamientos de problemas respiratorios y atención cardiovascular crítica o en cirugía cuando se requiere anestesia general. En el caso de aerofagia durante la VNI, es diagnosticado normalmente por especialistas médicos experimentados que controlan a los pacientes de manera intermitente durante el uso de la VNI. El diagnóstico está basado en el sonido registrado mediante un estetoscopio colocado fuera de la actividad abdominal. Usando este medio, el problema se detecta a veces después de que se produce, posiblemente también después de lo necesario. La detección tardía de la aerofagia puede llevar a distensión gástrica, lo cual podría inflar el diafragma o causar la aspiración del contenido estomacal hacia los pulmones o la ruptura neumática del esófago debido a insuflación gástrica extrema.
La aerofagia puede referirse también a un problema inusual donde el síntoma primario son las flatulencias excesivas, sin eructos y el mecanismo por el cual el aire entra al canal alimentario es poco claro.